# Mesut Özil
Mesut Özil, född 15 oktober 1988 i Gelsenkirchen, är en tysk före detta fotbollsspelare som spelade för det tyska landslaget mellan 2009 och 2018. Özil är vänsterfotad och spelade företrädesvis som offensiv mittfältare och spelfördelare. Bland hans meriter finns seger i U21-EM 2009 och Spanska cupen, La liga-seger säsongen 2011/2012, 4 FA-cupvinster med Arsenal 2013/2014, 2014/2015, 2016/2017 och 2019/2020 samt VM-brons 2010 och VM-guld 2014.
Özil avslutade fotbollskarriären 2023. År 2025 blev han invald i centralrådet för Turkiets president Recep Tayyip Erdoğans konservativt islamistiska parti AKP.

## Klubbkarriär
Özil, som är av turkisk härkomst, växte upp i Gelsenkirchen och började sin ungdomskarriär i olika mindre klubbar i Gelsenkirchen. Han spelade sedan fem år för Rot-Weiss Essen innan han kom till Schalke 04:s ungdomslag där han trädde fram som en av föreningens största talanger. Özil presterade bra direkt så han fick många ögon på sig i början.

### Schalke 04
2005 flyttade han till Schalkes ungdomsakademi. Han spelade som mittfältare och fick tröjnummer 11, efter att ha startat som playmaker och central offensiv mittfältare istället för avstängda Lincoln i ligan mot Bayer 04 Leverkusen och FC Bayern München. Han blev ordinarie i laget och spelade 30 matcher. Vid årsskiftet 2007–2008 ville Schalke teckna ett nytt avtal med Özil men han tvekade för länge och tittade på andra alternativ. Osäkerheten gav Schalke anledning att inte förlänga kontraktet.

### Werder Bremen
Den 31 januari 2008 köptes han av Werder Bremen för en rapporterad avgift på 4,3 miljoner €. Under säsongen 2008/2009 slutade Werder Bremen på 10:e plats och Özil gjorde 3 mål och 15 assist. Under säsongen gick det bättre för Werder Bremen och de slutade på 3:e plats och Özil gjorde 16 assist.

### Real Madrid

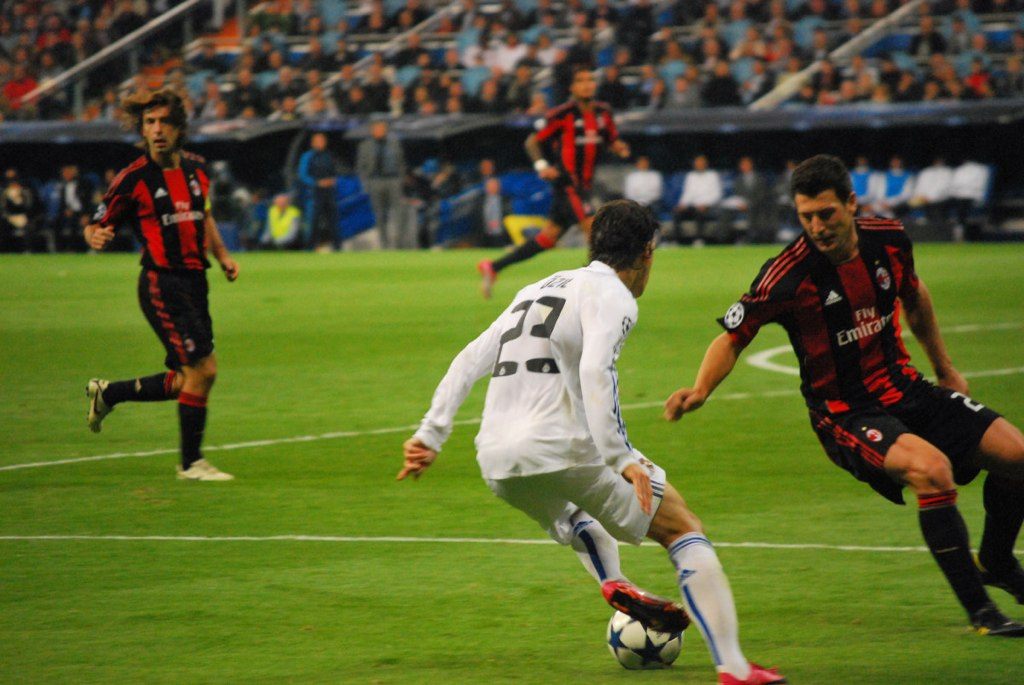
Mesut Özil utmanar AC Milans Daniele Bonera under Champions League 2010/2011.

Real Madrid köpte Özil från Werder Bremen i augusti 2010 för 140 miljoner kronor. Özils kontrakt sträckte sig över sex säsonger. Han debuterade för Real Madrid den 22 augusti 2010 i en vänskapsmatch mot Hércules som Real Madrid vann med 3–1.
Özil gjorde debut i La Liga när han kom in istället för Ángel Di María i den 62:a minuten mot Real Mallorca och Real Madrid spelade 0–0. Han gjorde sin debut för Real Madrid i Champions League den 15 september 2010 efter att han fått komma in i den 74:e minuten. Özils insatser för Real Madrid har hyllats av media, fans och spelare.
Sitt första ligamål för Real gjorde han mot Deportivo de la Coruña och Real vann med 6–1. Han gjorde sitt första mål i Champions League mot Milan i den 14:e minuten den 19 oktober 2010. 22 december 2010 gjorde han sin debut i Copa del Rey och gjorde ett mål i Real Madrids 8–0-seger mot Levante. Under säsongen 2010/11 gjorde Özil sammanlagt 11 mål och 29 assist.

### Arsenal
Med en halvtimme kvar av transferfönstret den 2 september 2013 bekräftade Arsenal att de köpt Özil från Real Madrid. Han tilldelades tröjnummer 11. Läkarundersökning gjordes i Tyskland av tyska landslagets läkare.Mesut Özil fick en drömstart efter den omtalade och 435 miljoner dyra flytten från Real Madrid till Arsenal. I den elfte minuten tog Özil ner Kieran Gibbs långboll med tåspetsen och spelade fram Olivier Giroud till hans fjärde ligamål den hösten. Özil blev sedan skadad under vintern. I början av säsongen 2014/2015 placerades Özil på vänsterkanten av Arsène Wenger och Özils form dalade. Han fick dock sin revansch mot Aston Villa den 20 september. Arsenal gjorde tre mål på fyra minuter och Özil dominerade med ett mål och en assist.
Den 19 oktober 2016 gjorde Özil sin första professionella hat-trick mot Ludogorets i UEFA Champions League gruppspel, Arsenal vann den matchen med 6-0. Özil skulle bli en central del av Arsenals lag under sju säsonger och skulle vinna fyra FA-cup–titlar med klubben. När Unai Emery tog över tränarrollen i Arsenal efter Arsène Wenger inför säsongen 2018/2019 skulle Özils status i klubben bli allt mer ohållbar och det rapporterades om att Özil hamnat i konflikt med Emery. När Emery fått sparken under vintern 2019 och Fredrik Ljungberg tillfälligt tagit över ansvaret blev statusen mer hållbar för Özil men när ligan återupptogs i juni 2020 efter coronauppehållet hade han återigen hamnat i frysboxen och blev inte ens registrerad i truppen inför säsongen 2020/2021 och i januari 2021 lämnade Özil klubben och gick till turkiska Fenerbahce.

### Fenerbahce
Özil debuterade för klubben den 2 februari 2021 i Süper Lig mot Hatayspor. Han gjorde sitt första mål för klubben i ligapremiären för säsongen 2021/2022 mot Adana Demirspor. Under december 2021 gjorde han mål i tre matcher på rad och många trodde på en nystart men det dröjde inte länge innan han drabbades av en skada och i april 2022 blev han till och med suspenderad av klubben på grund av interna konflikter med tränaren. Han lämnade klubben efter säsongen.

### Istanbul Başakşehir
Den 14 juli 2022 skrev Özil på ett ettårskontrakt med turkiska İstanbul Başakşehir och debuterade den 21 augusti 2022 mot Kayserispor. På grund av skadeproblem kom han till spel i endast fyra ligamatcher och valde till slut att avsluta sin fotbollskarriär efter säsongen. Han meddelade sitt avslut den 22 mars 2023.

## Landslagskarriär

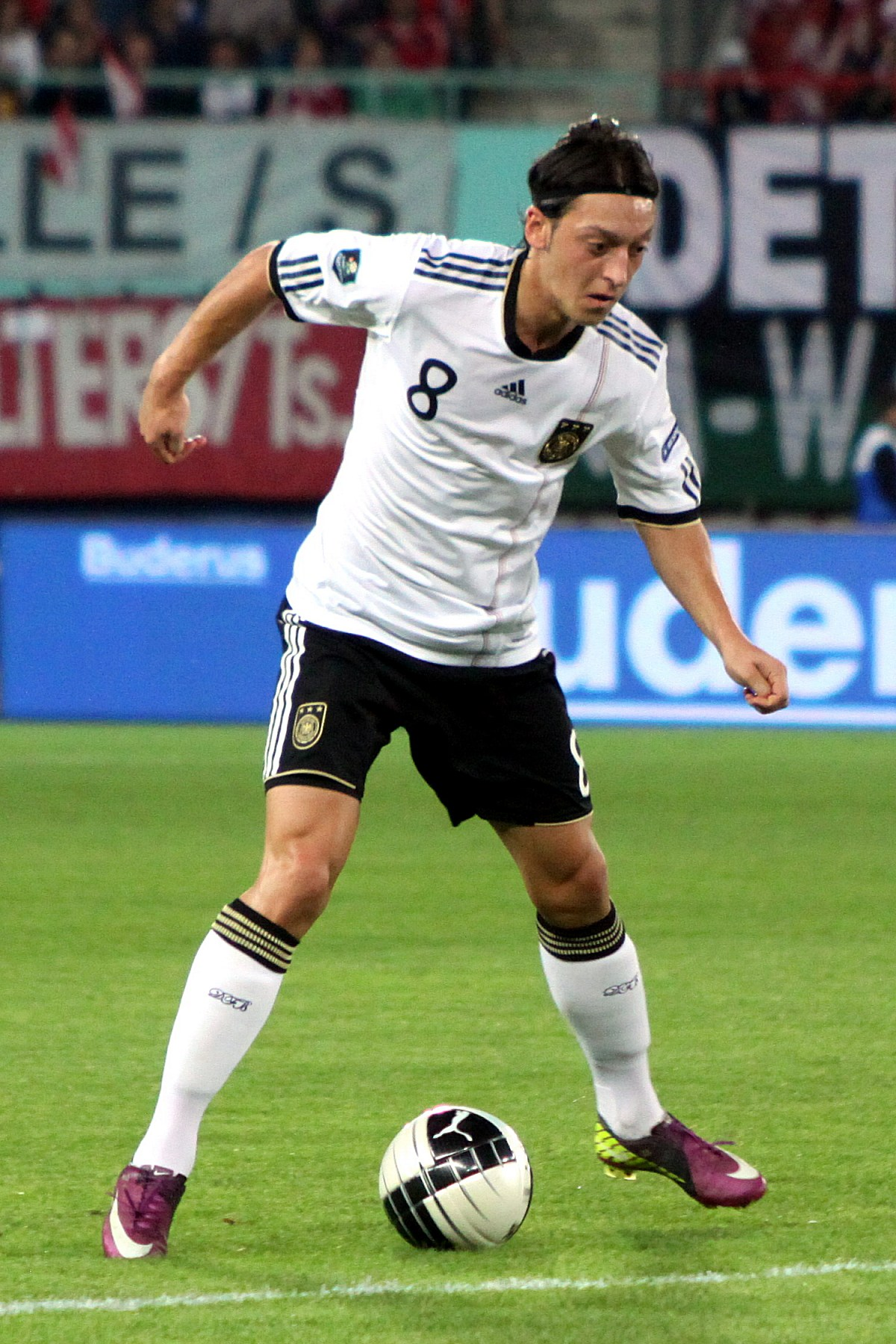
Mesut Özil i tyska landslaget 2011.

Özil togs ut i Tysklands ungdomslandslag relativt sent då han togs ut till U19-landslaget 2006. Özil var sedan med i U19-EM i Österrike 2007 där laget nådde semifinal. Han togs sedan ut till Tysklands U21-landslag av Dieter Eilts där han debuterade 2007. Özil kom sedan att vara nyckelspelare i det U21-landslag som vann Tysklands första EM-guld när man besegrade England med 4-0 i Malmö på den nybyggda Swedbank Stadion.
2009 togs han ut till Tysklands A-landslag och 11 februari 2009 debuterade han i en vänskapsmatch mot Norges A-landslag. 29 juni 2009 vann han U21-EM 2009 med Tysklands U21-landslag.
Han blev uttagen i Tysklands trupp till Fotbolls-EM 2012 i Ukraina/Polen och till Fotbolls-EM 2016 i Frankrike.

### VM 2010
Özil kom med i Tysklands trupp till VM 2010 och startade alla matcher. I Tysklands match mot Ghana gjorde han det enda målet och Tyskland vann med 1–0 och vann gruppen. Den 27 juni 2010 spelade Özil från start i åttondelsfinalen mot England och spelade fram Thomas Müller till 4–1 som blev slutresultat. I kvartsfinalen mot Argentina spelade Özil fram Miroslav Klose till sitt andra mål i matchen och 4–0 till Tyskland vilket blev slutresultatet. Efter turneringen meddelade FIFA honom att han var en av 10 som blivit nominerade till Guldbollen. Özil spelade även i EM 2012 där Tyskland åkte ut i semifinalen mot Italien.

### VM 2014
Özil spelade samtliga matcher under VM i Brasilien där Tyskland blev mästare. Han gjorde mål i åttondelsfinalen mot Algeriet och spelade fram till Sami Khediras 5-0 mål i semifinalen mot Brasilien, som även går under namnet Mineirazo då Brasilien förlorade med 7-1.

### VM 2018
Özil blev under VM i Ryssland hårt kritiserad efter att ha synts på bild med den turkiske presidenten Recep Tayyip Erdoğan och valde efter mästerskapet, som blev ett fiasko för de regerande världsmästarna, att avsluta sin landslagskarriär då han upplevt rasism från det tyska fotbollsförbundet.

## Privatliv
Den 7 juni 2019 gifte sig Özil med Amine Gülse. I mars 2020 bekräftade paret att deras dotter fötts. Özil är troende muslim, vilket han ofta tog upp både på och utanför fotbollsplanen. 
Den 24 juli 2023 hamnade han i blåsväder då han visat upp en vargtatuering som kunde anspela till att han sympatiserar med den turkiska nationalistiska, fascistiska och islamistiska gruppen Grå Vargarna.[källa behövs]

## Meriter
Schalke
- Tyska ligan: Andraplats 2006/2007

Werder Bremen
- Tyska cupen: 2008/2009
- Uefacupen: Andraplats 2008/2009

Real Madrid
- Spanska cupen: 2010/2011
- La Liga: 2011/2012

Arsenal
- Engelska FA-cupen: 2013/2014; 2014/2015; 2016/2017; 2019/2020
- FA Community Shield: 2015; 2017

Tyskland U22
- U21-EM: 2009

Tyskland
- VM i fotboll: 2010 (brons)
- EM i fotboll: 2012 (brons)
- VM i fotboll: 2014 (guld)